# I. e. 66
Évszázadok: i. e. 2. század – i. e. 1. század – 1. század
Évtizedek: i. e. 110-es évek – i. e. 100-as évek – i. e. 90-es évek – i. e. 80-as évek – i. e. 70-es évek – i. e. 60-as évek – i. e. 50-es évek – i. e. 40-es évek – i. e. 30-as évek – i. e. 20-as évek – i. e. 10-es évek
Évek: i. e. 71 – i. e. 70 – i. e. 69 – i. e. 68 –  i. e. 67 – i. e. 66 – i. e. 65 – i. e. 64 – i. e. 63 – i. e. 62 – i. e. 61

## Események

### Róma
- Manius Aemilius Lepidust és Lucius Volcacius Tullust választják consulnak.
- A harmadik mithridatészi háború vezetésével Pompeiust bízzák meg, aki leváltja Lucullust.
- Pompeius benyomul Pontoszba. A létszámhátrányban lévő VI. Mithridatész kerüli az összecsapást, a felperzselt föld taktikáját alkalmazza a rómaiak ellen, de végül a lükoszi csatában döntő vereséget szenved. Ismét II. Tigranész örmény királyhoz, vejéhez menekül, aki azonban ezúttal nem fogadja be és vérdíjat tűz ki a fejére. Mithridatész északra vonul, hogy Kolkhiszon keresztül elérje birodalma krími részét.
- Pompeius egyelőre feladja a pontoszi király üldözését és Örményország felé fordul. Megújítja a szövetséget a pártusokkal, akiknek a királya, III. Phraatész ismét felveszi a királyok királya címet, amelyet még II. Tigranész orzott el tőle.
- Tigranész fia, Ifjabb Tigranész fellázad apja ellen és a pártusokhoz menekül, ahol III. Phraatész feleségül adja hozzá a lányát, majd benyomul Örményországba és ostrom alá veszi a fővárost, Artaxatát.
- Tigranész megadja magát Pompeiusnak, átadja Rómának Szíriát, Kappadókiát és Szóphénét, 6000 talentum hadisarcot fizet és országa Róma kliensállamává válik; egyfajta ütközőzónaként a Római és a Pártus Birodalom között.
- Cicerót praetorrá választják.

### Júdea
- II. Arisztobulosz fellázad bátyja, II. Hürkanosz király és jeruzsálemi főpap ellen. Zsoldosseregével győzelmet arat Jerikó mellett, Hürkanosz pedig a jeruzsálemi fellegvárban keres menedéket. Miután Arisztobulosz elfoglalja a Templomot, Hürkanosz megadja magát és lemond királyi és főpapi címéről.

## Halálozások
- Caius Licinius Macer római politikus, szónok, történetíró

## Fordítás
- Ez a szócikk részben vagy egészben  a(z)   66 av. J.-C. című francia Wikipédia-szócikk ezen változatának fordításán alapul.  Az eredeti cikk szerkesztőit annak laptörténete sorolja fel. Ez a jelzés csupán a megfogalmazás eredetét és a szerzői jogokat jelzi, nem szolgál a cikkben szereplő információk forrásmegjelöléseként.